# Gewondenmedaille
De Gewondenmedaille, (Duits: "Verwundetenmedaille" ook wel "Blessiertenmedaille", Hongaars: "Sebesültek Érme"), was een onderscheiding van de Dubbelmonarchie Oostenrijk-Hongarije.
De medaille werd op 12 augustus 1917 door keizer en koning Karel I van Oostenrijk ingesteld. De statuten werden op 13 juli 1918 gepubliceerd en pas op 25 juli 1918 verschenen in de krant de nadere aanwijzingen over de toekenning. Het Ministerie van Oorlog publiceerde op die dag ook tekeningen van de medaille. De Gewondenmedaille werd aan officieren, onderofficieren en manschappen toegekend die in wat nu de Eerste Wereldoorlog wordt genoemd streden op aan het front. Oostenrijk-Hongarije vocht op de Balkan, in Rusland, op de Middellandse Zee en in Italië tegen een geallieerde overmacht. Het gaat dus om gewonden in het leger en in de Oostenrijkse marine. De vliegeniers in het luchtkorps behoorden tot het leger.
Voorwaarde voor het toekennen van de medaille was dat men in de oorlog door vijandelijk acties ("Kampfeinwirkungen") gewond was geraakt of invalide was geworden.
De ronde medaille was van oorlogsmetaal, in dit geval koos men zink. Er zijn glanzende zinken medailles bekend maar vaak zijn ze dof en in veel gevallen is er sprake van zinkpest, een oxidatieproces die het oppervlak van de medaille aanvreet. De medaille draagt aan de voorzijde het portret van de keizer met het rondschrift CAROLVS en in kleine letters de naam van de ontwerper R.(Richard) Placht, (1880 Kratzau - 1962 Wenen), boven twee gekruiste lauwertakken. Op de keerzijde staat de eveneens Latijnse tekst LAESO MILITI (De gewonde soldaten) en het jaartal MCMXVIII. Anders dan zijn voorganger Frans Jozef I koos keizer Karel voor Latijnse teksten omdat hij zijn uiteenvallende rijk met zijn vele talen en nationaliteiten een "neutrale" taal in plaats van het voorheen veel gebruikte Duits wilde gebruiken. Latijn was bovendien een officiële taal van het Koninkrijk Hongarije.
Er zijn afwijkende medailles van aluminium, ook een goedkoop alternatief oorlogsmetaal bekend. Men kent ook gewondenmedailles van brons.
De medaille werd op de linkerborst gedragen aan een driehoekig lint. Dat lint was veldgroen, de kleur van de uniformen. Het glanzende zijden lint lijkt afhankelijk van de lichtval en de slijtage die het lint in de loop van de eeuw heeft opgelopen donkergrijs zwemend naar groen met één tot vijf verticale strepen waarmee het aantal verwondingen werd aangegeven. Deze strepen zijn net als de bies bloedrood en hebben een dunne zwarte rand aan weerszijden. De oorlogsinvaliden, Duits: "Kriegsinvaliden", kregen een medaille aan een donkergrijs lint met een bloedrode bies. Op een rokkostuum droeg met een miniatuur aan een 15 millimeter breed lint of aan een kettinkje van fijne gouden schakeltjes op de revers.

De linten van de Gewondenmedaille
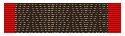
Het lint voor invaliden
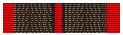
Een verwonding
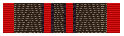
Twee verwondingen
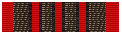
Drie verwondingen
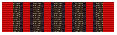
Vier verwondingen
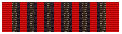
Vijf verwondingen

## Het juridische kader voor toekenning van de medaille
Keizer Karel was een nog jonge man met vooruitstrevende ideeën. Anders dan zijn oude en zeer conservatieve oudoom Frans Jozef I wist de nieuwe monarch wat de wensen van de soldaten aan het front waren. Hij gad het front meerdere malen zelf bezocht. De klacht dat veel soldaten door ziekte of verwonding naar huis werden gestuurd zonder een tastbaar teken van waardering had de jonge keizer bereikt. Daarom bepaalde keizer Karel dat er net als in Duitsland een gewondeninsigne of -verwonding moest komen. Dat de nieuwe onderscheiding voor zowel manschappen en onderofficieren als officieren bestemd was, dat was voor de conservatieve Oostenrijks-Hongaarse strijdkrachten een grote vernieuwing en een eerste aanpassing aan de door de oorlog veranderde omstandigheden.
De Oostenrijks-Hongaarse Minister van Oorlog stelde strenge en precieze eisen aan de voordrachten voor de Gewondenmedaille. Zoals altijd werd in het K. und K. Normalverordnungsblatt , de Staatscourant van Oostenrijk-Hongarije een besluit gepubliceerd. Dit besluit werd door circulaires en andere publicaties uitgewerkt en gespecificeerd. In het reglement wordt in Artikel III geregeld wie wel, en wie niet, in aanmerking kwamen voor de medaille.

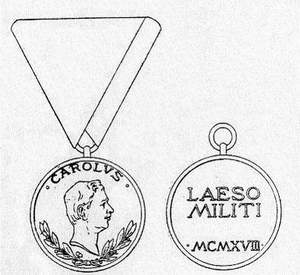
De officieel verspreide tekening van de medaille

- Artikel III "Behalve de daadwerkelijk gewonde of vergaste militairen komen ook leden van de strijdkrachten die blijvende schade aan de gezondheid opliepen en niet met een medaille voor dapperheid werden gedecoreerd voor de Gewondenmedaille in aanmerking.

(1) Ook zij die van het front moesten worden teruggetrokken vanwege zieken en gezondheidsklachten en personen die achter het front dienden en wiens gezondheid door vijandelijke acties zoals bombardementen en artillerievuur ernstig was aangetast komen in aanmerking voor de Gewondenmedaille.
(2) Personen die achter het front dienden en wiens gezondheid door vijandelijke acties zoals bombardementen en artillerievuur ernstig was aangetast, personen die achter het front dienden en daar letsel of schade aan hun gezondheid hadden opgelopen en personen die achter het front dienden en wiens gezondheid door de omstandigheden aldaar ernstig was aangetast komen in aanmerking voor de Gewondenmedaille.
(3) Militairen die niet in het veldleger dienden maar door vijandelijkheden gewond waren geraakt of anderszins letsel door andere oorlog-gerelateerde omstandigheden hadden opgelopen.
- Artikel IV: Personen die niet in het leger dienden kwamen voor toekenning van de medaille in aanmerking wanneer aan een van de voorwaarden in artikel III is voldaan.

Wie van zijn paard viel en zo gewond raakte was in de ogen van de Oostenrijkse autoriteiten een slecht ruiter, daarvoor werd geen medaille toegekend. Anders was het wanneer de ruiter viel omdat het paard gewond raakte. Ook verwondingen door onzorgvuldig gebruik van de persoonlijke wapens, verwondingen door eigen vuur of explosies van de eigen munitie gaven geen recht op de Gewondenmedaille.
Meerdere wonden die min of meer gelijktijdig werden toegebracht telden voor de medaille als één verwonding. Verwondingen die het gevolg waren van operaties zoals het verwijderen van een blindedarm gaven geen recht op de Gewondenmedaille.
De lange bureaucratische voorbereiding van de medaille, het keizerlijk besluit werd op 12 augustus 1917 getekend, de statuten en de voor de productie benodigde officieel goedgekeurde tekening werd op 13 juli in het K. und K. Normalverordnungsblatt gepubliceerd en de precieze aanwijzingen die de staven nodig hadden voor toekenningen van de nieuwe medaille verschenen op 25 juli 1918. Op 6 augustus verscheen de mededeling dat de medailles vanaf 17 augustus 1918 gedragen mochten worden. De regering liet diezelfde 6e augustus ook weten dat de productie van medailles en linten langzaam verliep. Er was in Oostenrijk op dat moment schaarste aan metalen, werkkrachten en materialen. De oorlogseconomie dreigde ineen te storten.
Op dat moment waren er al honderdduizenden gewonden en invaliden geteld.
De toekenning van medailles aan zoveel mensen, en dat in oorlogstijd, bleek een enorme opgave voor de Oostenrijkse overheid. Men moest ook lastig te vinden of te administreren gerechtigden zoals medewerkers van het Rode Kruis, de Orde van Malta en de Duitse Orde en gewond geraakte vreemdelingen zoals waarnemers, trainers en liaisonofficieren in de administratie opnemen.
De uitvoering van de bepalingen en de toekenning van de medailles werd gedelegeerd aan de bevelhebbers van de legers en legerkorpsen. De inmiddels uit dienst ontslagen militairen konden zich tot de territoriale commandanten wenden. Deze autoriteiten verschaften de dragers voorgedrukte pasjes waarin hun recht op de medaille werd bevestigd.
Wie na het uitreiken van de medaille opnieuw gewond raakte of ernstig ziek werd zou geen nieuwe medaille maar wel een nieuw lint met extra streep ontvangen.
Toen het Oostenrijks-Italiaanse front in de herfst van 1918 ineenstortte vluchtte het leger daar huiswaarts. Van een georganiseerde verdeling van de medailles kon weinig meer terechtkomen. In de grote steden heersten honger en oproer en in Praag en Boedapest werd de onafhankelijkheid uitgeroepen. Uiteindelijk konden de gewonden en invaliden na de oorlog een medaille kopen bij een juwelier naar keuze.
De medaille werd na de Eerste Wereldoorlog veel gedragen, men zag Oostenrijkse en Hongaarse militairen als Admiraal Horthy met de medaille op hun uniform. Na de door Adolf Hitler afgedwongen "anschluss" van Oostenrijk bij het Duitse Rijk droeg men ook in de Wehrmacht deze medaille op het uniform. Een generaal, generaal-kolonel ("Generaloberst)" Schönburg-Hartenstein droeg het lint met twee strepen.

## Strepen op de pet
In het veld droegen Oostenrijkse militairen, een traditie volgend, niet in de reglementen vastgestelde strepen aan de linkerkant van de grijze of in camouflagekleuren gehouden pet. Twee regimenten, de Kaiserjäger of lichte infanterie en de Kaiserschützen droegen die strepen aan de rechterkant van de pet. Zij droegen immers al een zwarte hanenveer op de linkerkant van hun hoofddeksel. Er zijn behalve ongeveer vijf centimeter lange streepjes groen of rood stof ook als aanduidingen van verwondingen bedoelde versieringen van goudkleurige kant bekend.
Het Oostenrijkse leger liet de soldaten min of meer vrij in het versieren van hun pet met amuletten, takjes groen en speldjes van liefdadigheidsorganisaties.